# Paul Easter
Paul Robert Easter (14 maggio 1963) è un ex nuotatore britannico.
Specializzato nello stile libero ha vinto la medaglia di bronzo alle olimpiadi di Los Angeles 1984 nella staffetta 4x200m sl.

## Palmarès
- Olimpiadi
  - Los Angeles 1984: bronzo nella staffetta 4x200m sl.